# Tropidonophis punctiventris
Tropidonophis punctiventris — вид змій родини полозових (Colubridae). Ендемік Індонезії.

## Поширення і екологія
Tropidonophis punctiventris відомі за 4 зразками, зібраними на півночі острова Хальмахера в архіпелазі Молуккських островів. Вони живуть у вологих тропічних лісах, на берегах струмків. Зустрічаються на висоті від 430 до 600 м над рівнем моря.

## Збереження
МСОП класифікує цей вид як такий, що перебуває під загрозою зникнення. Tropidonophis punctiventris загрожує знищення природного середовища.